# 7961 Ercolepoli
7961 Ercolepoli eller 1994 TD2 är en asteroid i huvudbältet som upptäcktes den 10 oktober 1994 av den italienske astronomen Vincenzo Silvano Casulli vid Colleverde-observatoriet. Den är uppkallad efter den italienska amatörastronomen Ercole Poli.
Asteroiden har en diameter på ungefär 3 kilometer.